# Calificările pentru Campionatul Mondial de Fotbal 2010
Calificările pentru Campionatul Mondial de Fotbal 2010 au fost organizate de cele șase confederații ale FIFA. Pentru a obține calificarea la CMF 2010 s-au înscris 203 selecționate din totalul de 207 membri, Africa de Sud era calificată direct din poziția de gazdă a competiției. 
| Echipa           | Zona          | Data obținerii calificării | Prezențe la turneul final | Prezențe consecutive | Prima apariție | Ultima apariție | Cel mai bun rezultat                     |
| ---------------- | ------------- | -------------------------- | ------------------------- | -------------------- | -------------- | --------------- | ---------------------------------------- |
| Africa de Sud    | Gazdă         | 15 mai 2004                | a 3-a                     | 1                    | 1998           | 2002            | Faza grupelor (1998, 2002)               |
| Australia        | Zona AFC      | 6 iunie 2009               | a 3-a                     | 2                    | 1974           | 2006            | Optimi (2006)                            |
| Japonia          | Zona AFC      | 6 iunie 2009               | a 4-a                     | 4                    | 1998           | 2006            | Optimi (2002)                            |
| Coreea de Sud    | Zona AFC      | 6 iunie 2009               | a 8-a                     | 7                    | 1954           | 2006            | Locul patru (2002)                       |
| Țările de Jos    | Zona UEFA     | 6 iunie 2009               | a 9-a                     | 2                    | 1934           | 2006            | Vice-campioană (1974, 1978)              |
| Coreea de Nord   | Zona AFC      | 17 iunie 2009              | a 2-a                     | 1                    | 1966           | 1966            | Sferturi (1966)                          |
| Brazilia         | Zona CONMEBOL | 5 septembrie 2009          | a 19-a                    | 19                   | 1930           | 2006            | Campioană (1958, 1962, 1970, 1994, 2002) |
| Ghana            | Zona CAF      | 6 septembrie 2009          | a 2-a                     | 2                    | 2006           | 2006            | Optimi (2006)                            |
| Anglia           | Zona UEFA     | 9 septembrie 2009          | a 13-a                    | 4                    | 1950           | 2006            | Campioană (1966)                         |
| Spania           | Zona UEFA     | 9 septembrie 2009          | a 13-a                    | 9                    | 1934           | 2006            | Locul 4 (1950)                           |
| Paraguay         | Zona CONMEBOL | 9 septembrie 2009          | a 8-a                     | 4                    | 1930           | 2006            | Optimi (1986, 1998, 2002)                |
| Coasta de Fildeș | Zona CAF      | 10 octombrie 2009          | a 2-a                     | 2                    | 2006           | 2006            | Faza grupelor (2006)                     |
| Germania         | Zona UEFA     | 10 octombrie 2009          | a 17-a                    | 15                   | 1934           | 2006            | Campioană (1954, 1974, 1990)             |
| Danemarca        | Zona UEFA     | 10 octombrie 2009          | a 4-a                     | 1                    | 1986           | 2002            | Sferturi (1998)                          |
| Serbia           | Zona UEFA     | 10 octombrie 2009          | a 11-a                    | 2                    | 1930           | 2006            | Locul 4 (1930, 1962)                     |
| Italia           | Zona UEFA     | 10 octombrie 2009          | a 17-a                    | 13                   | 1934           | 2006            | Campioană (1934, 1938, 1982, 2006)       |
| Chile            | Zona CONMEBOL | 10 octombrie 2009          | a 8-a                     | 1                    | 1930           | 1998            | Locul 3 (1962)                           |
| Mexic            | Zona CONCACAF | 10 octombrie 2009          | a 14-a                    | 5                    | 1930           | 2006            | Sferturi (1970, 1986)                    |
| Statele Unite    | Zona CONCACAF | 10 octombrie 2009          | a 14-a                    | 6                    | 1930           | 2006            | Locul 3 (1930)                           |
| Elveția          | Zona UEFA     | 14 octombrie 2009          | a 9-a                     | 2                    | 1934           | 2006            | Sferturi (1934, 1938, 1954)              |
| Slovacia         | Zona UEFA     | 14 octombrie 2009          | prima                     | -                    | -              | -               | -                                        |
| Argentina        | Zona CONMEBOL | 14 octombrie 2009          | a 15-a                    | 10                   | 1930           | 2006            | Campioană (1978, 1986)                   |
| Honduras         | Zona CONCACAF | 14 octombrie 2009          | a 2-a                     | 1                    | 1982           | 1982            | Faza grupelor (1982)                     |
| Noua Zeelandă    | Baraj AFC-OFC | 14 noiembrie 2009          | a 2-a                     | 1                    | 1982           | 1982            | Faza grupelor (1982)                     |
| Nigeria          | Zona CAF      | 14 noiembrie 2009          | a 4-a                     | 1                    | 1994           | 2002            | Optimi (1994, 1998)                      |
| Camerun          | Zona CAF      | 14 noiembrie 2009          | a 6-a                     | 1                    | 1982           | 2002            | Sferturi (1990)                          |
| Algeria          | Zona CAF      | 18 noiembrie 2009          | a 3-a                     | 1                    | 1982           | 1986            | Faza grupelor (1982, 1986)               |
| Grecia           | Zona UEFA     | 18 noiembrie 2009          | a 2-a                     | 1                    | 1994           | 1994            | Faza grupelor (1994)                     |
| Slovenia         | Zona UEFA     | 18 noiembrie 2009          | a 2-a                     | 1                    | 2002           | 2002            | Faza grupelor (2002)                     |
| Portugalia       | Zona UEFA     | 18 noiembrie 2009          | a 5-a                     | 3                    | 1966           | 2006            | Locul 3 (1966)                           |
| Franța           | Zona UEFA     | 18 noiembrie 2009          | a 13-a                    | 4                    | 1930           | 2006            | Campioană (1998)                         |
| Uruguay          | Zona CONMEBOL | 18 noiembrie 2009          | a 11-a                    | 1                    | 1930           | 2002            | Campioană (1930, 1950)                   |